# Cyclopædia of Biblical, Theological, and Ecclesiastical Literature
La Cyclopædia of Biblical, Theological, and Ecclesiastical Literature curata da John M'Clintock e James Strong è un'enciclopedia in lingua inglese, pubblicata la prima volta in 12 volumi a New York dal 1867 al 1887 e ripubblicata diverse volte (ad esempio nel 1981 da Baker Book House Co).
È possibile ancora oggi acquistare questa enciclopedia in formato elettronico.
I due curatori erano eruditi di indiscussa fama: James Strong, di religione metodista, fu professore di letteratura biblica e presidente della Troy University, destinatario di importanti riconoscimenti accademici e teologici; John McClintock, anche lui metodista, era professore di teologia storica al Drew Seminary.
Questa enciclopedia biblica e teologica fu di gran voga negli Stati Uniti e considerata per anni come la migliore enciclopedia biblica disponibile. Questo era il risultato anche della collaborazione di oltre 200 eruditi di varie religioni inclusi diversi dottori in teologia famosi all'epoca come Charles Hodge (teologia sistematica) e Philip Schaff (History of the Christian Church).

## Critiche
Si tratta di un testo oggi raro, e conosciuto in Italia principalmente perché citato talvolta nelle pubblicazioni tradotte dall'inglese dei Testimoni di Geova.
Anche Charles Taze Russell, fondatore del movimento, lo utilizzava nei suoi studi biblici, nel corso dei quali esaminava insieme ad alcuni amici i versetti biblici per trovare risposte a vari quesiti. 
Nella Cyclopædia si trovano molte inesattezze : nel secondo volume, per esempio, il Concilio di Laodicea viene riportato come avvenuto nell'anno 481, anziché nel 363, oltre un secolo prima. 
Inoltre alla voce cross (croce)riporta che crux nei scritti di Livio vuol dire un semplice palo , ma nel passo riportato è scritto deligati ad palum cioè palus  (che significa palo) invece di crux come ci si aspetterebbe. L'errore è più evidente se si considera che secondo questa Cyclopedia crux è il solo termine che si riferisce esplicitamente alla croce.